# 山麗蛉屬
山麗蛉屬為脈翅目已滅絕麗蛉科的一屬，外型與現存的蝴蝶近似。化石發現於早白堊紀中國的義縣組。山麗蛉屬主要以花粉及植物的汁液為食，相較之下，現存脈翅目大多為肉食性。